# Tunis-Oran Express
De Tunis-Oran Express was een nachttrein die door de Compagnie Internationale des Wagons-Lits (CIWL) werd ingezet in de Franse gebieden in Noord-Afrika.

## Voorgeschiedenis
Eind negentiende eeuw werden Algerije en Tunesië door Frankrijk bestuurd. In Algerije was de eerste spoorlijn geopend in 1862. Nadat Tunesië in 1881 een protectoraat was geworden bouwden de Algerijnse staatsspoorwegen de spoorlijn tussen Tunis en Algiers. De Paris-Lyon-Méditerrannée-Algérie bezat de spoorlijn tussen Algiers en Oran en ten westen van Oran tot de Marokkaanse grens lagen de Westelijke spoorwegen. Frans-Algerije werd bestuurd alsof het een stuk Frankrijk was, met alles wat daar bij hoort, inclusief spoorwegen.

## CIWL
Net als in Frankrijk zou ook in de gebieden in Noord-Afrika behoefte bestaan aan een Luxetrein en CIWL startte in 1902 de Tunis-Oran Express. De Compagnie Internationale des Grands Hôtels opende ook in 1902, voor de overstappers voor de boot naar Palermo in Italië, het Tunesia Palace Hotel in Tunis. In Palermo bestond aansluiting op de Paris-Rome-Naples-Palerme Express waarmee verder gereisd werd naar Parijs. In Oran was er aansluiting op de boot naar Cartagena in Spanje. Marokko werd niet aangedaan omdat de spoorwegen daar tot 1915 slechts militair gebruikt werden. In de dienstregeling is te zien dat in Algiers een grote pauze is tussen het deel van de Staatsspoorweg en het deel van PLMA, zodat er nog amper van een doorgaande trein gesproken kan worden. De Tunis-Oran Express heeft slechts enkele maanden gereden.

### Route en dienstregeling
| dag | westwaarts | land     | station     | km | oostwaarts | dag |
| --- | ---------- | -------- | ----------- | -- | ---------- | --- |
| wo  | 06:55      | Tunesië  | Tunis       |    | 23:28      | ma  |
| wo  | 21:35      | Algerije | Constantine |    | 09:50      | ma  |
| do  | 10:55      | Algerije | Algiers     |    | 19:25      | zo  |
| do  | 20:30      | Algerije | Algiers     |    | 08:23      | zo  |
| vr  | 06:34      | Algerije | Oran        |    | 22:10      | za  |